# Волейбольный союз Республики Сербской
Волейбольный союз Республики Сербской (серб. Одбојкашки савез Републике Српске) — волейбольная организация, занимающаяся управлением и развитием волейбола в Республике Сербской.

## Деятельность
Союз основан 27 марта 1993 года в Баня-Луке на учредительном собрании, на котором было избрано и его первое руководство. Он является крупнейшей волейбольной организацией в стране: организует национальные первенства и кубки во всех возрастных категориях как по правилам волейбола в помещении, так и по правилам пляжного волейбола. В ведомстве Союза находятся Объединение волейбольных судей и Объединение волейбольных тренеров Республики Сербской.
В Республике Сербской зарегистрированы 29 женских и 23 мужских волейбольных клуба (итого 52), а также 4580 игроков, 138 лицензированных тренеров и 389 судей. Также в Республике есть мужская и женская национальные сборные, представляющие страну на региональных и международных турнирах. Ведущими клубами в стране являются женские клубы «Единство» из города Брчко (рекордсмен по числу побед в чемпионате и кубке) и «Славия» из Источно-Сараево, а также мужские «Модрича» (рекордсмен по числу побед в чемпионате и кубке) и «Борац» из Баня-Луки.
Штаб-квартира находится в Модриче, президент союза — Милутин Попович.